# 何澤堯
何 澤堯（ヴィンセント・ホー・チャクイウ/チャクイウ・ホー、英語: Vincent Ho Chak Yiu、1990年5月25日 - ）は、香港ジョッキークラブの騎手である。
日本では英語名のヴィンセント・ホー（英語: Vincent Ho）の名義でも知られているが、JRAの登録に従い、本項目ではチャクイウ・ホーと表記する。

## 来歴
12歳の頃に乗馬を習い始める。16歳で香港ジョッキークラブの競馬学校に入学した。
見習い騎手時代はニュージーランドのランス・オサリヴァン調教師の下で師事され44勝を挙げた。
香港に帰国し、2009/2010年シーズンにデビューしたが、10勝するに留まった。しかし、翌シーズンは39勝を挙げて見習い騎手チャンピオンに君臨し。2012年10月に香港で70勝を挙げて見習い騎手から脱した。
その後は毎シーズン20から30勝前後の勝ち星を挙げ、2014/2015年シーズンにはバンドルオブジョイで制したLG3ナショナルデーカップを含む33勝を挙げて、地元生え抜き騎手の中では最も多くの勝ち星を挙げた。
2018年のシーズンオフにはイギリスに渡って、ヘイドックパーク競馬場でマーク・ジョンストン厩舎のエックスレーテッドでイギリス初騎乗初勝利を果たした。その後の2018／19年シーズンはホーホーカーンで制したクイーンマザーメモリアルカップ、ライズハイのプレミアプレートと2つの重賞を含む過去最多の56勝を記録。生え抜き騎手の中で最多勝を挙げた騎手に贈られるトニー・クルーズ賞にも輝いた。その後、にも再度イギリスに渡り、世界からトップ騎手が集うシャーガーカップにも世界選抜として参加し、シャーガーカップマイルをパワーオブダークネスで制してアスコット競馬場でも勝利を挙げた。
2019／20年シーズンはゴールデンシックスティとのコンビで香港クラシックマイル・香港クラシックカップ・香港ダービーの香港4歳クラシックシリーズを完全制覇して、1995年のA.クルーズ騎手以来となる生え抜き騎手による香港ダービー制覇を達成した。4月にはサザンレジェンドでチャンピオンズマイルに勝って、自身初のG1制覇を成し遂げた。
2020／21年シーズンもゴールデンシックスティとのコンビで香港マイル、香港スチュワーズカップ、香港ゴールドカップ、チャンピオンズマイルを制したほか、日本のラヴズオンリーユーでもクイーンエリザベス2世カップに優勝するなど大舞台での活躍が目立った。
2022年と2023年にJRA短期騎手免許を取得し、日本の中央競馬で騎乗した。期間は2022年が7月30日から8月28日、2023年が7月22日から8月27日。いずれも身元引受調教師は安田隆行（栗東）、契約馬主は吉田勝己。
2022年は、8月7日の新潟競馬第11競走・レパードステークスでカフジオクタゴンに騎乗し、JRA重賞初制覇となった。また、8月27・28日に札幌競馬場で行われたワールドオールスタージョッキーズにもWAS選抜として初参戦を果たした。同年の短期騎手免許期間中は64戦5勝を挙げている。
2023年7月29日、新潟競馬第6競走でスコアに騎乗した際、隣の馬の斜行の影響で落馬し、落馬時は意識を失い、いびきをかくような症状があったため、新潟県内の病院へ緊急搬送された。意識は搬送時には回復していたものの、診断で第5胸椎の骨折が判明し、その後は東京都内の病院へ転院した。事実上同日の騎乗を最後に2023年の短期騎手免許期間を切り上げることとなり、8月4日付で本人申請により短期騎手免許を取り消した。同年の短期騎手免許期間では勝利を挙げる事はできなかった（12戦2着1回）。入院中の経過観察を経て退院後は香港へ帰国したうえで療養を行う見込みとなっている。
|            | 日付          | 競馬場・開催  | 競走名           | 馬名               | 頭数 | 人気 | 着順 |
| ---------- | ------------- | ------------- | ---------------- | ------------------ | ---- | ---- | ---- |
| 初騎乗     | 2022年7月30日 | 2回新潟1日2R  | 3歳未勝利        | ダグザ             | 15頭 | 7    | 15着 |
| 初勝利     | 2022年7月30日 | 2回新潟1日12R | 3歳以上1勝クラス | カゼノタニノアヤカ | 18頭 | 2    | 1着  |
| 重賞初騎乗 | 2022年7月31日 | 2回新潟2日11R | アイビスSD       | アヌラーダプラ     | 18頭 | 4    | 17着 |
| 重賞初勝利 | 2022年8月7日  | 2回新潟4日11R | レパードS        | カフジオクタゴン   | 15頭 | 7    | 1着  |

## 主な騎乗馬

### 香港
- サザンレジェンド（中国語版）(2020年 チャンピオンズマイル)
- ゴールデンシックスティ (2020年 香港クラシックマイル、香港クラシックカップ、香港ダービー、香港マイル、2021年 香港スチュワーズカップ、香港ゴールドカップ、チャンピオンズマイル、香港マイル、2022年 チャンピオンズマイル、2023年 香港スチュワーズカップ、香港ゴールドカップ、チャンピオンズマイル、香港マイル)
- ラヴズオンリーユー (2021年 クイーンエリザベス2世カップ)
- ストロンガー(2022年 センテナリースプリントカップ)

### 日本
- カフジオクタゴン（2022年 レパードステークス）